# The Woman Thou Gavest Me
The Woman Thou Gavest Me è un film muto del 1919 diretto da Hugh Ford. La sceneggiatura di Beulah Marie Dix si basa sull'omonimo romanzo di Hall Caine pubblicato a Londra nel 1913. Il film aveva come interpreti Katherine MacDonald, Milton Sills, Jack Holt, Theodore Roberts, Fritzi Brunette, Katherine Griffith.

## Trama

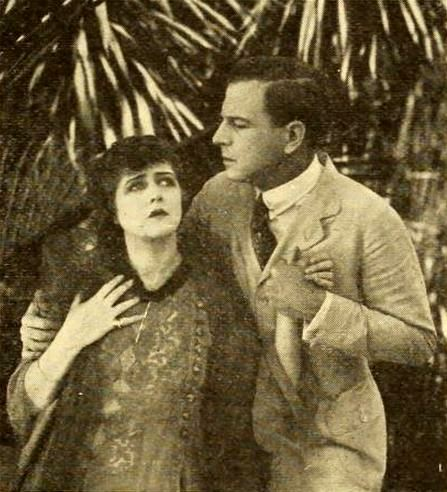
Katherine MacDonald e Milton Sills

Mary MacNeill viene costretta da suo padre Daniel a sposare il dissoluto lord Raa con la clausola che se lui non le sarà fedele, perderà tutta la sua dote. Il matrimonio, però non viene consumato e in Egitto, dove i due sposi si recano in luna di miele, Raa presenta a Mary la sua ex amante, Alma Lier, come lady Raa. Così, quando Mary incontra un suo vecchio innamorato, l'esploratore Martin Conrad, si concede con lui una notte d'amore prima della partenza dell'uomo per una missione antartica. In Francia, Mary dà alla luce un bambino e suo padre insiste che lei torni con Raa, che si trova in quel momento in India. Quando lei, divorziando da Raa, rivela a MacNeill che il vero padre del bambino è Conrad, lui la disereda. Sola e senza mezzi, dopo avere saputo che Martin è scomparso, Mary torna a Londra. Non sapendo come mantenere il piccolo, arriva alla conclusione che l'unica strada che le resta è quella di prostituirsi. Ma il suo primo cliente sarà proprio Martin, ritornato sano e salvo e alla sua ricerca. I due si sposano e crescono insieme il loro bambino. Lord Raa, invece, dopo avere finito il denaro ed essere stato abbandonato da Alma, si uccide.

## Produzione
Il film fu prodotto dalla Famous Players-Lasky Corporation che adattò per lo schermo un romanzo di Hall Caine. Il romanzo era in origine uscito a puntate, tra l'ottobre 1912 e l'ottobre 1913, su Hearst's Magazine, venendo poi adattato per il teatro dal figlio dello scrittore, Derwent Hall Caine. Il regista Herbert Brenon, che avrebbe voluto farne un film, ne comprò i diritti nel 1917, ma non riuscì mai a realizzare quel progetto.
Prima dell'uscita del film, alcune pagine pubblicitarie davano come sceneggiatore Arthur Edwin Krows, ma tutte le recensioni e gli articoli seguenti attribuiscono la sceneggiatura a Beulah Marie Dix.

## Distribuzione
Il copyright del film, richiesto dalla Famous Players-Lasky Corp., fu registrato il 28 aprile 1919 con il numero LP13656.

Distribuito dalla Famous Players-Lasky Corporation, il film uscì nelle sale statunitensi l'8 giugno 1919. Nel 1920, fu distribuito in Francia con il titolo L'Orgueil de la faute (16 luglio); in Svezia, il 1º novembre come Kvinnan som du gav mig; in Danimarca, il 18 novembre 1920 come Kvinden Du gav mig.
Non si conoscono copie ancora esistenti della pellicola che viene considerata presumibilmente perduta.